# Fraternité (film)
Pour les articles homonymes, voir Fraternité (homonymie).
Pour plus de détails, voir Fiche technique et Distribution.
Fraternité (Proud Flesh) est un film américain réalisé par King Vidor, sorti en 1925.

## Synopsis
Fernanda, la fille d'une victime du tremblement de terre de San Francisco, est élevée par sa famille en Espagne jusqu'à ses 18 ans. Son plus ardent admirateur, Don Jaime, la demande en mariage. Fernanda refuse ce mariage et part pour San Francisco, où elle rencontre Pat O'Malley, un entrepreneur en plomberie. Ils sont attirés l'un vers l'autre mais, lorsque Pat emmène Fernanda chez lui, elle est surprise par les manières de la mère de Pat et le peu d'élégance de la maison. Fernanda rompt avec Pat, et il la kidnappe et l'emmène dans sa cabane à la montagne. Ils y sont suivis par Don Jaime, qui délivre Fernanda. Pat revient chez lui pour être réprimandé par sa mère pour être tombé amoureux d'une femme d'une autre classe sociale. À ce moment-là, Fernanda arrive et dit à Pat qu'elle ne peut pas vivre sans son amour.

## Fiche technique
- Titre original : Proud Flesh
- Titre français : Fraternité
- Réalisation : King Vidor
- Scénario : Harry Behn, Agnes Christine Johnstone, d'après le roman "Proud Flesh" de Lawrence Rising
- Photographie : John Arnold
- Montage : Hugh Wynn
- Costumes : Ethel P. Chaffin
- Société de production : Metro-Goldwyn Pictures Corporation
- Société de distribution : Metro-Goldwyn Distributing Corporation
- Pays de production :  États-Unis
- Langue originale : anglais
- Format : Noir et blanc - 35 mm - 1,33:1 - Muet
- Genre : Comédie dramatique
- Durée : 70 minutes (7 bobines)
- Date de sortie :
  - États-Unis : 27 avril 1925

## Distribution
- Eleanor Boardman : Fernanda
- Harrison Ford : Don Diego
- Pat O'Malley : Pat O'Malley
- Margaret Seddon : Mme O'Malley
- William J. Kelly : M. McKee
- Trixie Friganza : Mme McKee
- Sojin Kamiyama : Wong
- Rosita Marstini : Rosita
- Evelyn Sherman : tante espagnole
- George Nichols : oncle espagnol
- Lillian Elliott : Mme Casey
- Priscilla Bonner : fille de San Francisco